# 三国時代 (朝鮮半島)
朝鮮の歴史における三国時代（さんごくじだい）は、朝鮮半島および満洲に高句麗、百済、新羅の三国が鼎立した時代をいう。日本の歴史学ではおよそ4世紀ころから7世紀ころまでを指す。韓国では紀元前1世紀から紀元後7世紀をいう。後者の時代区分は『三国史記』（高麗時代の史書）に依拠する。

## 三国時代
三国以前に、また三国と並行して小国や部族国家があった。扶余、沃沮、伽耶、于山国、耽羅国などである。
それぞれの建国神話によれば、韓国では伝統的にこの時代は紀元前57年に、斯盧（後の新羅）が朝鮮半島の南東部で前漢から自治権を認められた年に始まったとする。高句麗は鴨緑江以北にあり、紀元前37年に漢から独立した。紀元前18年に高句麗の二王子が王位の継承争いから逃れ、東明王の子温祚が半島の南西部（今日のソウル特別市周辺）に百済を建国したとする。伽耶は42年に首露王によって建国されたが、6世紀の新羅によって滅亡されたという。これは中国史料と異なるため、日本の史学界ではこの数字を取らず、高句麗を除く二国の建国年代を多く4世紀におく。百済の都ははじめ熊津（今日の公州或は清州）であったが、のちに泗沘（今日の扶余）へ遷都した。
220年の後漢の滅亡が、三国の発展を許した。1世紀から儒教が朝鮮半島の上流階級に広がった。後に儒教は仏教に入れ替わった。三国のうちで最大であった高句麗は、鴨緑江沿いの国内城とその山城である丸都城の二つの並存された都をもっていた。建国の始めには高句麗は漢との国境沿いにあり、ゆっくりと満洲の広大な土地を征服していき、最後には313年に楽浪郡・玄菟郡を滅ぼし領域に入れた。中国文化の影響は、372年に仏教が国教とされるまで残った。4世紀には百済が栄え、半島の南半分を支配した。斯盧国は503年新羅と国号を改めた。4世紀の始めに、新羅は国境を接していた伽耶を吸収したことが知られている。新羅の都は徐羅伐（今日の慶州）であった。
仏教は528年新羅の国教となった。新羅は唐と結んで（唐・新羅の同盟）、660年に百済を668年に高句麗を滅ぼした。これによって三国時代は終わり、統一された新羅の時代がはじまった。滅ぼされた百済の王族は日本にのがれ、百済王（くだらのこにきし）の姓を賜った。百済王氏からは陸奥国で金を発見した百済王敬福などが出た。